# چنگر کارائیب
چنگر کارائیب (نام علمی: Fulica caribaea) نام یک گونه از سرده چنگرها است.